# Govinakovi, Honnali
Govinakovi là một làng thuộc tehsil Honnali, huyện Davanagere, bang Karnataka, Ấn Độ.